# Деревянко, Андрей Леонтьевич
 Полный кавалер ордена Славы
Андрей Леонтьевич Деревянко (14 августа 1921 — 31 января 1994) — старший сержант Красной армии, командир орудия 823-го артиллерийского полка 301-й стрелковой Сталинской ордена Суворова II степени дивизии, участник Великой Отечественной войны, полный кавалер ордена Славы.

## Биография
Родился в селе Ковтуны Золотоношского района Черкасской области УССР в крестьянской семье. Украинец. Работал в колхозе.
В РККА с 1941. В боях Великой Отечественной войны с июня 1941. Член КПСС с 1944 года.
После войны возвратился на родину, работал механизатором в селе Ковтуны.
Умер 31 января 1994 года.

## Описание подвигов

### Освобождение Молдавии
11 и 13 июня 1944 года наводчик орудия 823-го артиллерийского полка (301-я стрелковая дивизия, 57-я армия, 3-й Украинский фронт) сержант Андрей Деревянко в ходе Ясско-Кишинёвской операции на участке Днестровского предмостного укрепления у села Гура-Быкулуй-Варница Тираспольского района Молдавии уничтожил вражеский пулемёт с расчётом, подавил две огневые точки и разбил передовой наблюдательный пункт противника.
20 июня 1944 года награждён орденом Славы 3-й степени (№ 64321).

### Бои за Мангушевский плацдарм
14 января 1945 года командир 76-миллиметрового орудия того же полка той же дивизии (5-я ударная армия, 1-й Белорусский фронт) старший сержант Деревянко при прорыве обороны противника на магнушевском плацдарме (Варшавско-Познанская наступательная операция), южнее Варшавы, прямой наводкой разбил вражеский пулемёт, орудие, миномёт, истребил свыше десяти пехотинцев. 15 января 1945 года под огнём противника переправил орудие через реку Пилица, при отражении трёх контратак прямой наводкой уничтожил и рассеял свыше взвода гитлеровцев. Решительные действия Деревянко позволили стрелковому подразделению прочно закрепиться на плацдарме.
4 марта 1945 года награждён орденом Славы 2-й степени (№ 15114).

### Взятие Берлина
25 апреля 1945 года командир орудия (соединения те же) старший сержант Деревянко с вверенным ему артиллерийским расчётом в ходе взятия Берлина в бою на улицах столицы гитлеровской Германии Берлина отразил две контратаки противника и вывел из строя при этом вражеский бронетранспортёр, два пулемёта и свыше десяти солдат. 26 апреля 1945 года метким огнём расчёт орудия старшего сержанта Деревянко поразил трёх гитлеровцев с фаустпатронами и пулеметчика. Ночью 27 апреля 1945 года с двумя бойцами ворвался в укреплённое здание, уничтожив в нём засаду из пяти солдат противника. Утром 27 апреля 1945 года выбил артиллерийским огнём автоматчиков из двух домов.
15 мая 1946 года награждён орденом Славы 1-й степени (№ 647), став полным кавалером ордена Славы.

## Награды
- Полный кавалер ордена Славы
- Орден Октябрьской Революции
- Орден Отечественной войны 1-й степени
- медали.